# Conus pseudimperialis
Conus pseudimperialis is een in zee levende slakkensoort uit het geslacht Conus. De slak behoort tot de familie Conidae. Conus pseudimperialis werd in 2008 beschreven door Robert Moolenbeek, A. Zandbergen en Philippe Bouchet. Net zoals alle soorten binnen het geslacht Conus zijn deze slakken roofzuchtig en giftig. Zij bezitten een harpoenachtige structuur waarmee ze hun prooi kunnen steken en verlammen.